# フジグラン安芸
フジグラン安芸（ふじぐらんあき）は、広島県安芸郡坂町に所在する、フジ・リテイリングが展開するショッピングセンターである。坂町内には同じくフジが運営する『パルティ・フジ坂』があり、当項目で扱う。

## 概要
坂町内に、 1995年（平成7年）5月27日に開業した。商業施設面積は14,627m2で、フジをキーテナントにして、38店舗が入っている。

## アクセス
駐車場は2,300台。フジグラン安芸前バス停はフジグラン安芸の南側（国道31号沿い）にある。
道路
- 国道31号 - 海田町・安芸区矢野方面 / 小屋浦・呉市方面
  - 広島県道34号矢野安浦線 - 矢野ニュータウン・熊野町方面

路線バス
- 坂町循環バス（坂・北新地線 / 横浜・北新地線 / 小屋浦・北新地線） - 坂町役場・坂駅前方面
- 芸陽バス 6 - 矢野大浜・海田市駅方面

## パルティ・フジ坂
坂駅と国道31号線を挟んで向かいの位置に、2004年（平成16年）4月23日に開業した。北東1.5kmの位置にフジグラン安芸が出店。敷地に関しては、広島港坂地区開発の埋立地の一部を賃借して営業している。開業当初は13店舗のうち10店舗が先行開業した。敷地内にはフジ系列のフィットネスクラブ『フジスポーツクラブフィッタ坂』やヤマダ電機が出店している。フジグラン安芸内にはフジがフランチャイズに加盟して運営するエディオンも入居しており家電量販店が2社存在している。
2010年（平成22年）からは、敷地内に広島電鉄の路面電車が保存されている。

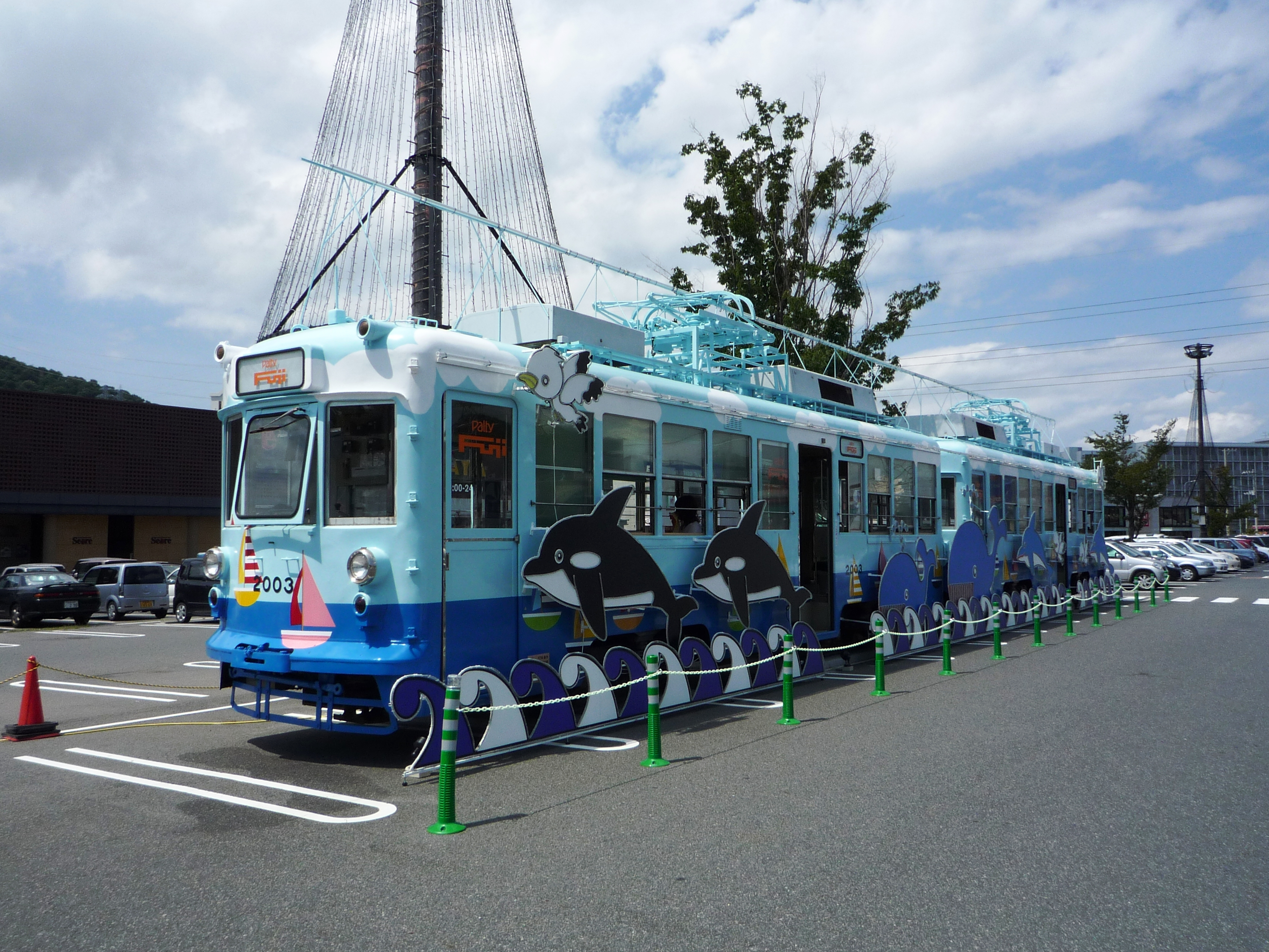
敷地内に保存されている広島電鉄の2000形電車